# Гайвиц, Ойген
Ойген Гайвиц (нем. Eugen Geiwitz, 14 декабря 1901 — май 1984) — немецкий фехтовальщик, призёр чемпионата мира.

## Биография
Родился в 1901 году. В 1935 году стал бронзовым призёром Международного первенства по фехтованию (в 1937 году Международная федерация фехтования задним числом признала это первенство чемпионатом мира). В 1936 году принял участие в Олимпийских играх в Берлине, но там немецкие шпажисты стали лишь 4-ми в командном первенстве.